# Zeitschrift für Geschichtswissenschaft (1844)
Die von Wilhelm Adolf Schmidt herausgegebene Zeitschrift für Geschichtswissenschaft (ZGW) erschien in jährlich zwei Bänden von 1844 bis 1848 beim Verlag Veit und Comp. in Berlin (ab 1846 unter dem Titel Allgemeine Zeitschrift für Geschichte). Sie gilt als eine der ersten wissenschaftlichen Fachzeitschriften der allgemeinen Geschichtsforschung im deutschsprachigen Raum.

## Geschichte
Der Historiker und Ranke-Schüler Wilhelm Adolf Schmidt skizzierte im ersten Band als Ziel der Zeitschriftsgründung die Schaffung eines „Vereinigungspunkt[s] der mannigfaltigen und zerstreuten Bestrebungen deutschen Geistes auf dem Gebiete der Geschichtswissenschaft.“ Dabei grenzte Schmidt die Zeitschrift gleichermaßen von politischer Publizistik und dem „wissenschaftlichen Dilettantismus“ ab.
Tatsächlich erreichte die Zeitschrift für Geschichtswissenschaft einen für diesen frühen Zeitpunkt ungewöhnlich hohen wissenschaftlichen Standard. So war ein Großteil der Zeitschriftenartikel in Form des Aufsatzes verfasst, der heute kanonisierten Form des wissenschaftlichen Beitrags in Fachzeitschriften. Renommierte zeitgenössische Historiker wie Wilhelm von Giesebrecht, Heinrich von Sybel oder Georg Waitz steuerten regelmäßig Artikel bei. Einem Literaturbericht und der Kritik aktueller Erscheinungen wurde breiten Platz eingeräumt, der das Bemühen der Zeitschrift zeigt, sich als zentrales Organ der deutschsprachigen Geschichtswissenschaft zu institutionalisieren. Die quellenkritische Methode stand dabei von Anfang an im Zentrum sowohl der Aufsätze als auch der Rezensionen.
Insgesamt kann die Zeitschrift für Geschichtswissenschaft – mehr als etwa Leopold von Rankes Historisch-politische Zeitschrift aus den 1830er-Jahren – als wissenschaftlich gleichrangiger Vorläufer der Historischen Zeitschrift gelten, die sich ab 1859 als dauerhaftes allgemeines Periodikum der deutschsprachigen Geschichtsforschung institutionalisieren konnte.